# جنایده-۱
جنایده-۱ (به لاتین: Jhenaidah-1) یک منطقهٔ مسکونی در بنگلادش است که در ناحیه جنایده واقع شده‌است.